# Xerox Alto
Lo Xerox Alto è una workstation della Xerox Corporation progettata dalla Xerox PARC e completata nel 1973.
È il risultato di vari anni di ricerca e sviluppo in cui i dirigenti della Xerox Corporation affidarono ad un team di esperti dello Xerox PARC libertà massima nel progettare il computer del futuro. Il team di progettisti si ispirò a quanto di più avanzato al tempo era stato concettualizzato, in particolare per quanto riguarda l'interazione uomo-macchina, ma anche relativamente ad altri aspetti, riuscendo perfettamente nell'intento. Molto di quanto implementato nello Xerox Alto è infatti diventato la norma nei computer di oggi. Fonte di ispirazione per i progettisti dello Xerox PARC in particolare fu l'oN Line System di Douglas Engelbart.
È ad esempio il primo computer della storia ad utilizzare la metafora della scrivania per la shell del sistema operativo. Con lo Xerox Alto nasce infatti l'interfaccia grafica di tipo WIMP, oggi la norma nella maggior parte dei computer. Ma molte altre furono le innovazioni implementate per la prima volta su un computer, come ad esempio la tecnologia Ethernet.
Non fu mai commercializzato, ma fu comunque messo in produzione per circa un decennio. La metà circa dei duemila esemplari prodotti nel corso degli anni furono utilizzati alla Xerox Corporation, i rimanenti invece regalati alle università e centri di ricerca degli Stati Uniti inseminando in tal modo l'intera industria informatica dei decenni seguenti. Pensando alla concorrenza esasperata di oggi tra le aziende informatiche, una tale scelta può apparire singolare, ma si deve tenere presente che negli anni settanta era abbastanza comune lo spirito collaborativo in un ambito come quello informatico che all'epoca si poteva considerare ancora agli inizi.

## Architettura
Alto è stato concettualizzato nel 1972 in un dossier scritto da Butler Lampson ed è stato progettato principalmente da Chuck Thacker. Era dotato di una memoria centrale di 128 kB, espandibile a 512 kB, di un hard disk su cartuccia rimovibile di 2,5 MB. Era grande come un piccolo frigorifero. L'unità centrale dell'Alto era sostanzialmente la stessa utilizzata dal Data General Nova. La decisione di utilizzare quel computer ha rafforzato la pratica di considerare 8 bit come un byte e di organizzare la memoria dei calcolatori in multipli di byte.
Oltre alla connessione Ethernet, l'unico dispositivo di uscita dell'Alto era un monitor monocromatico a tubo catodico montato in modo verticale (la risoluzione maggiore si aveva verticalmente e non orizzontalmente, come di norma). Oltre alla tastiera alfanumerica, vi erano due innovativi dispositivi d'ingresso: un mouse a tre tasti, e (opzionalmente) una specie di minitastiera con soli 5 tasti, la chord keyset, realizzati entrambi da Douglas Engelbart nel 1968 e ceduti in prestito alla Xerox. Mentre il mouse ebbe un immediato successo tra gli utilizzatori dell'Alto, la minitastiera non ebbe mai una grande popolarità.
Il mouse dello Xerox Alto era dotato di tre pulsanti costituiti da barrette sottili, da usare con indice, medio e anulare.
Inizialmente sotto il mouse c'erano due rotelline che riconoscevano la direzione, ma furono quasi subito sostituite da una sfera, come nei successivi mouse meccanici (fino all'innovazione del mouse ottico).
Per lo Xerox Alto erano disponibili molte connessioni di I/O, come per esempio una porta per la videocamera, una porta seriale per la stampante e, in alcuni casi, una porta parallela. Lo Xerox Alto poteva gestire anche un floppy disk esterno da utilizzare come supporto per l'hard disk interno.

## Software
Inizialmente il software per lo Xerox Alto veniva scritto nel linguaggio BCPL, ma successivamente si decise di utilizzare Mesa, un linguaggio non molto utilizzato al di fuori dello Xerox PARC, ma che ha influenzato molti altri linguaggi (ad esempio il Modula). Nella tastiera dello Xerox Alto non c'era un carattere oggi usatissimo, il trattino basso "_"; gli utenti utilizzavano delle combinazioni con i tasti funzione per emularlo. Questa peculiarità della tastiera può aver spinto i programmatori a creare lo stile di programmazione CamelCase (cioè scrivere i nomi senza spazio) per gli identificatori. Un'altra caratteristica dell'Xerox Alto era la possibilità per l'utente di inserire del microcodice, se lo riteneva necessario.
Uno dei grandi meriti di questa workstation è quello di aver reso comune l'utilizzo della grafica per mostrare all'utente i risultati delle elaborazioni. Xerox Alto introdusse anche il concetto di operazioni di trasferimento di pixel a blocchi BitBlt, che è fondamentale per il funzionamento delle interfacce grafiche. Nonostante la ridotta capacità di memoria, i programmatori crearono molte tecnologie software innovative, come per esempio il paradigma WYSIWYG. Crearono anche il primo gioco di ruolo in rete con più personaggi.

## Diffusione ed evoluzioni successive
Alto si può considerare una workstation, non un personal computer, dato che i costi del sistema erano oltre le possibilità economiche dell'utente comune. Non è mai diventato un prodotto commerciale, sebbene ne siano stati prodotti circa duemila esemplari. Diverse università come il MIT, Stanford e la Carnegie Mellon University lo utilizzarono avendolo ricevuto in dono dalla Xerox. La Xerox fornì anche dei file server e delle stampanti laser apposite. Queste macchine furono di ispirazione per la realizzazione della workstation Stanford University Network (SUN), che venne in seguito commercializzata da un'azienda nata proprio nell'università e chiamata Sun Microsystems.
Lo Xerox Alto ha influenzato lo sviluppo delle macchine sperimentali Xerox della cosiddetta Serie "D": il Dolphin, Dorado e Dandelion. Un router chiamato Dicentra venne basato su quella architettura. Il progetto originale basato sulla tecnologia a microprocessori "bitslice" AMD 2900, venne sviluppato da Butler Lampson.
Xerox creò la divisione SDD per commercializzare i prodotti sviluppati dal PARC. Inizialmente provarono a vendere il Dolphin come modello base per le workstation. Dal progetto Dandelion derivò il personal computer Xerox Star. Star ispirò l'Apple per la realizzazione dei personal computer Lisa e Macintosh che resero popolari le interfacce grafiche e ispirarono a loro volta le varie versioni di Windows e di X11.